# Rosol (rybník)
Rybník Rosol  o rozloze vodní plochy 0,92 ha se nalézá na severním okraji obce
Poběžovice u Přelouče. Rybník je využíván pro chov ryb a zároveň představuje lokální biocentrum pro rozmnožování obojživelníků.

## Galerie

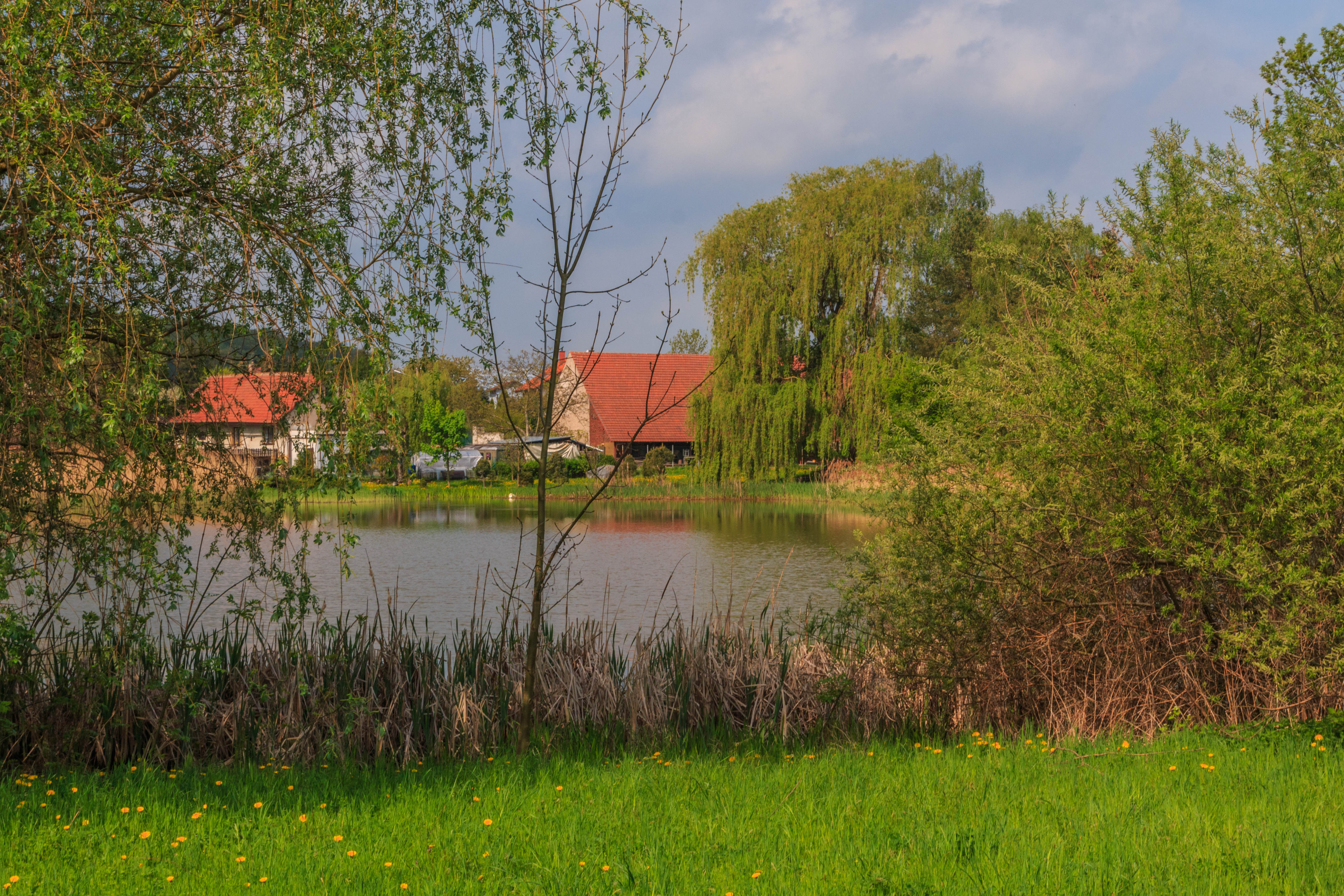
pohled na rybník Rosol
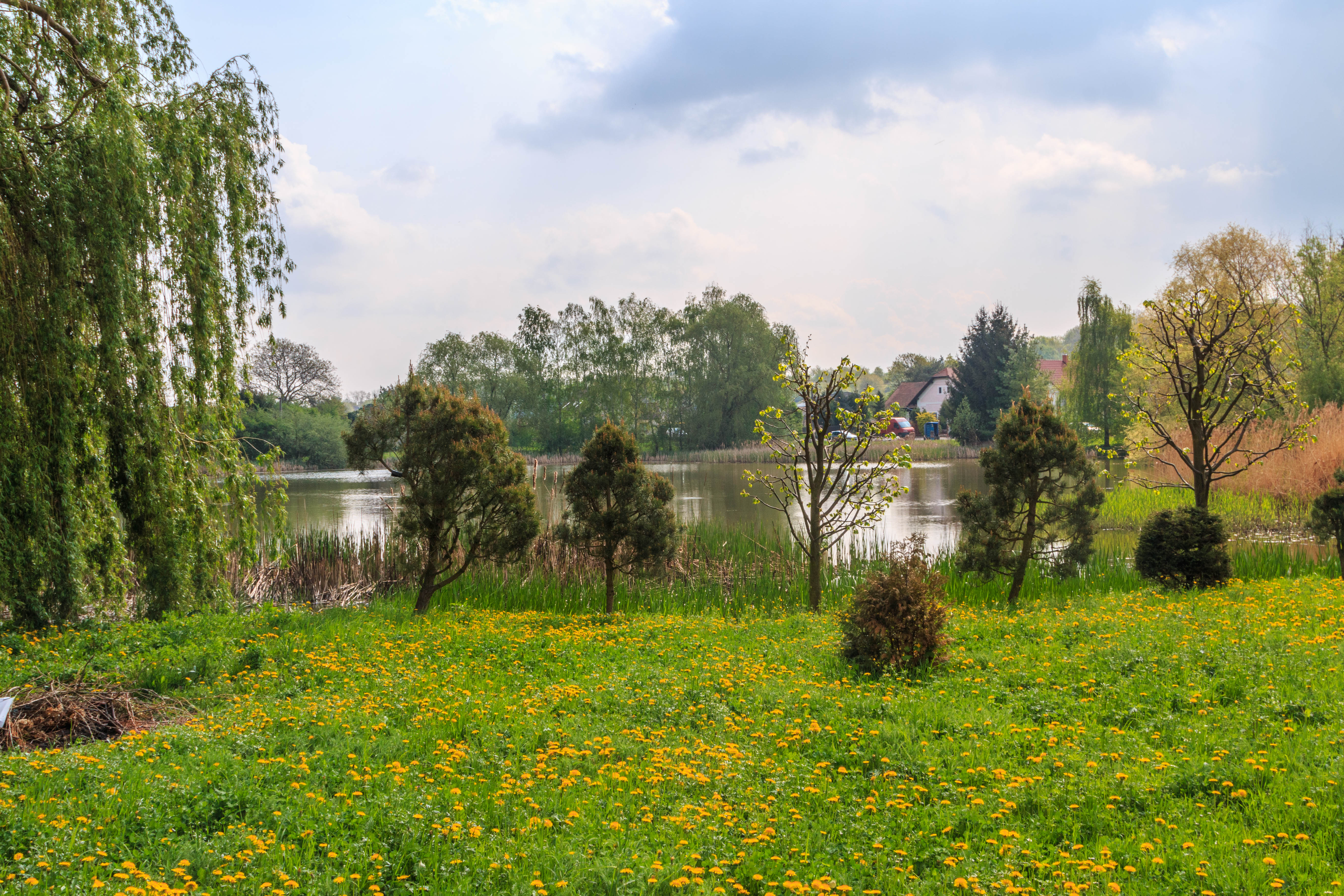
pohled na rybník Rosol
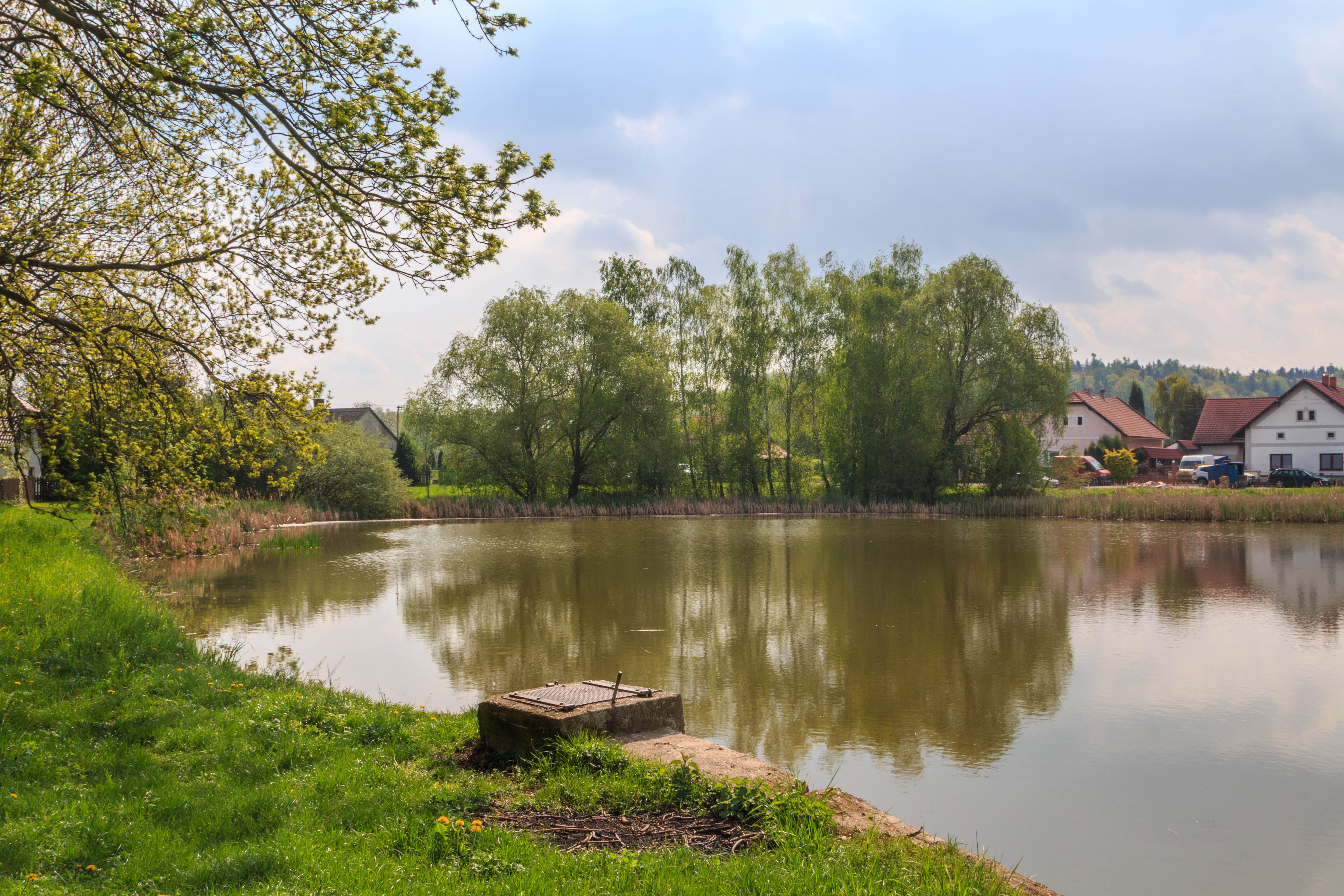
pohled na rybník Rosol
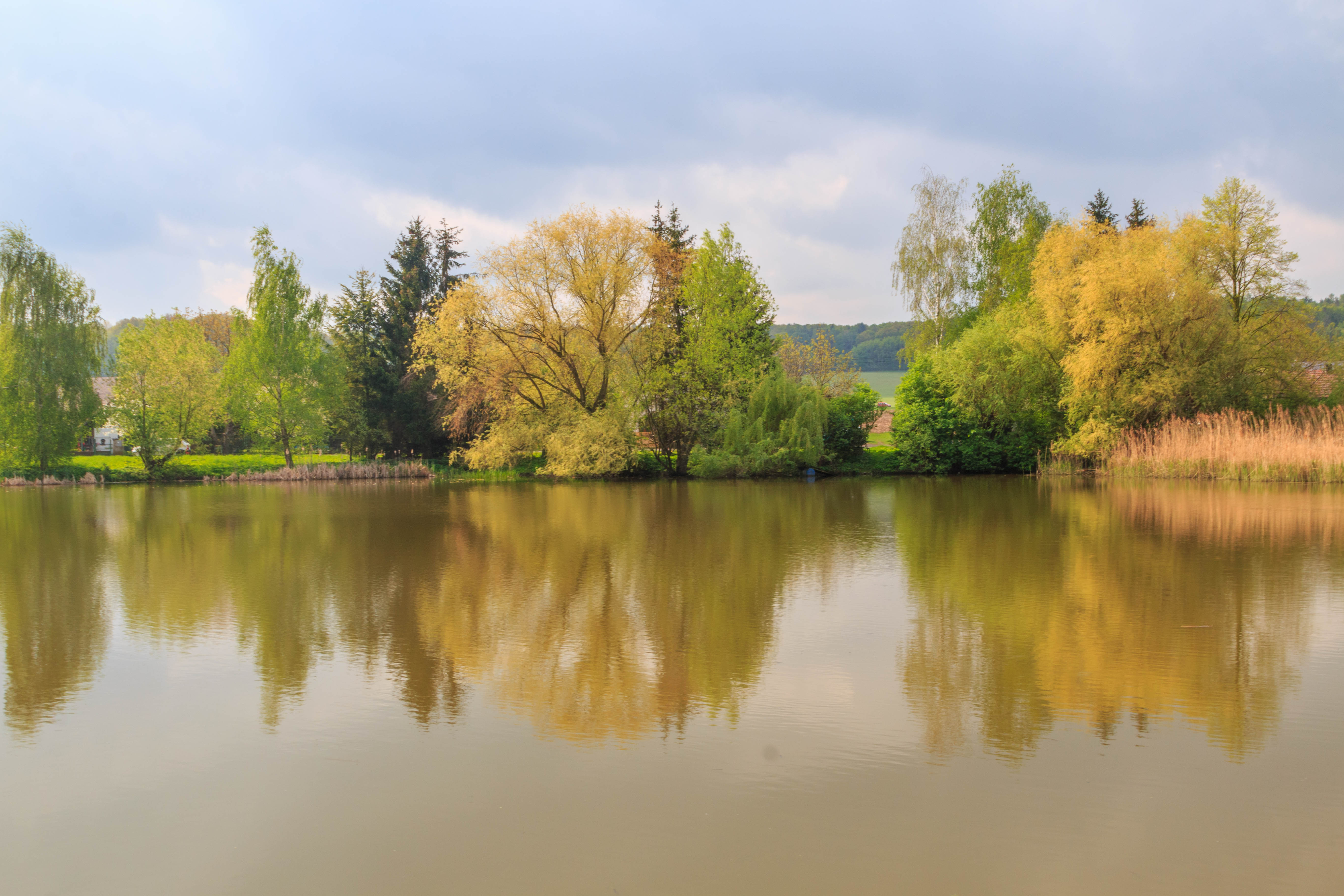
pohled na rybník Rosol